# جواو أنتونيس
جواو أنتونيس (بالبرتغالية: João Antunes‏) هو مهندس معماري برتغالي، ولد في سبتمبر 1643 في لشبونة في البرتغال، وتوفي بنفس المكان في 1712.